# ブランズシティ守谷
ブランズシティ守谷（BRANZ-CITY MORIYA）は、茨城県守谷市ひがし野二丁目にある大規模マンション。総戸数550戸で、30階・18階・18階の3棟から構成される。

## 概要
首都圏新都市鉄道つくばエクスプレス守谷駅の東、徒歩7分の場所に建設された大規模超高層マンションである。総戸数は550戸で、3つの棟が太陽に向かって翼を広げるようにL字型にレイアウトされており、中央は高さ101.21mで最も高いエアリータワー（30階）、北には｢都市｣をデザインしたアーバンウイング（18階）、南には｢自然｣をデザインしたガーデンウイング（18階）が配置されている。
駅から徒歩7分と距離があり、住宅中心の大規模区画整理地内の広大な敷地内に建てられていることからゆとりがあり、自走式駐車場を100%確保しており、1階は一部を除く各戸に専用庭が設けられている。また、東は戸建を中心とした低層の街並が広がり、南、西側が古城川であることから、低層階でも遮るものがない立地となっている。

## 販売・宣伝
当初は｢ハッピー守谷｣、途中から｢暮らしブランド｣をキャッチコピーに、ユースケ・サンタマリア 及び 本上まなみが広告に起用された。

## 計画から竣工までの経緯
ブランズシティ守谷の周辺は、2000年代以降に形成された戸建を中心とした新興住宅街で、マンションも5階建のものが1棟あるだけであった。そのことや、当地がスーパー（カドヤ）予定地であったこと、スーパー出店計画撤回後の突然の超高層マンション計画浮上や、計画変更によるさらなる高層化など、近隣住民の不満が高まり、ひがし野町内の住人による建設反対、建設中止の署名及び陳情が行われた。また、建設中はモデルルーム周辺を中心に、ひがし野町内の至るところに反対の幟が立ち上った。
- 2004年（平成16年） スーパーカドヤの予定地となる。
- 2006年（平成18年）8月 東急不動産により、19階建マンション建設計画が浮上する。
- 2007年（平成19年）
  - 3月 建設予定のマンションを19階から30階に変更する旨を住民説明会で発表。
  - 6月4日 守谷市がひがし野町内会の反対陳情（署名867名）を守谷市議会で取り上げ、採択。
  - 6月19日 着工
  - 6月25日 再度市議会で取り上げ、陳情が継続審議となる。
  - 9月11日 守谷市議会建設常任委員会で建設計画反対の陳情を採択。
  - 9月19日 守谷市議会本会議を行い、建設計画反対の陳情を不採択。
- 2009年（平成21年）1月20日 竣工

## 建築概要
- 高さ - 101.21m（※エアリータワー・地上30階）
- 戸数 - 550戸
- 敷地面積 - 16,554.50m2
- 建築面積 - 7,254.69m2
- 延床面積 - 67,873.58m2
- 着工 - 2007年06月19日
- 竣工 - 2009年01月20日

## 設計・施行
- 建築主 - 東急不動産、東京急行電鉄、中央商事
- 設計 - 清水建設
- 監理 - 清水建設
- 施工 - 清水建設
- ファザードデザイン - 黒川修次（IMPACT DESIGN,INC.）

## 主な施設
敷地内に各種施設を備えており、居住者が使用できるようになっている。また、セブン-イレブン等の一部店舗は道路沿い（郷州沼崎線）に設置されており、居住者でなくても利用が可能である。
- シーズンズプロムナード
- プライベートガーデン
- バーベキュースクエア
- トットロット
- デッキテラス
- シアタールーム
- カラオケルーム
- ヨガスタジオ
- パーティールーム
- キッズルーム
- スタディルーム

店舗
- セブン-イレブン 守谷ひがし野二丁目店
- クリーニング専科 守谷ひがし野店
- パンヲゴラン（パン屋）

## 交通アクセス
鉄道
- 首都圏新都市鉄道つくばエクスプレス・関東鉄道常総線守谷駅（八坂口）徒歩7分

バス
- 路線バス｢守谷駅東口｣下車徒歩7分
- 路線バス｢ひがし野二丁目」下車徒歩１分
- 路線バス・守谷市コミュニティバスモコバス｢守谷駅西口｣下車徒歩8分

自動車
- 常磐自動車道谷和原ICより8分